# Andrew Bird (roddare)
Andrew Bird, född den 17 mars 1967 i Greymouth i Nya Zeeland, är en nyzeeländsk roddare.
Han tog OS-brons i fyra med styrman i samband med de olympiska roddtävlingarna 1988 i Seoul.